# Meter waterkolom

De druk op de bodem (rood) is in de drie gevallen dezelfde: enkel de hoogte telt.

Meter waterkolom is een eenheid voor druk. Het eenheidssymbool is m H2O, m wk of mwk.
1 m wk := 9,807 kPa = 0,098 bar
Meter waterkolom is geen SI-eenheid, gebruik ervan wordt dus afgeraden, maar de eenheid wordt bijvoorbeeld binnen drinkwaterbedrijven en in de HVAC-regeling nog algemeen toegepast. Als de term “opvoerhoogte” gebruikt wordt in plaats van opvoerdruk, wordt meestal als eenheid meter waterkolom, of meer algemeen “meter vloeistofkolom”, gebruikt.

## Definitie
De druk-eenheid meter waterkolom is gedefinieerd als de druk die op 1 meter onder het wateroppervlak optreedt, bij zuiver water (dichtheid 1000 kg/m³ bij 4°C).
De hydrostatische druk in een vloeistof = dichtheid × valversnelling × hoogte, waarbij:
- de hoogte 1 meter is;
- de valversnelling (plaatsafhankelijke constante) benaderd wordt als zijnde 9,81 N/kg;
- de dichtheid deze van zuiver water is.

Na uitrekenen bekomt men 9,81 N/kg * 1000 kg/m³ * 1 m = 9810 Pa = 9,81 kPa, wat goed overeenkomt met de preciezere waarde van 9,806 65 kPa die hierboven gegeven is.